# Ново Село (Даутбал)
Ново Село (грч. Νεοχωρούδα, Неохоруда) је насељено место у општини Даутбал у периферији Средишња Македонија, Грчка. Према попису из 2021. године било је 2.582 становника.
Према бугарском географу и историчару, Василу Канчову, у Новом Селу је 1900. године живело 772 Словена хришћана. Македонски историчар Тодор Симовски, 1998. године наводи да је Ново Село словенско насеље.